# Drienerfmuur
Drienerfmuur (Moehringia trinervia) is een eenjarige- of tweejarige plant die behoort tot de anjerfamilie (Caryophyllaceae). De tweezaadlobbige soort komt van nature voor in Eurazië.

## Beschrijving
De plant wordt 15-30 cm hoog en heeft een liggende of opstijgende, behaarde stengel. De donkergroene, spitse, tot 2,5 cm lange bladeren zijn eirond en meestal drienervig, vandaar de naam drienerfmuur. Soms komen ook bladeren met vijf nerven voor. De nerven lopen altijd evenwijdig, ze raken elkaar dus niet. De middelste nerf is behaard. De onderste bladeren zijn duidelijk gesteeld, verder naar boven wordt de steel korter of ontbreekt. De plant vormt pollen boven een hoofdwortel met zijwortels. 
Drienerfmuur bloeit van mei tot de herfst met witte, 4-7 mm grote bloemen. De spitse kelkbladen zijn lancetvormig. De kroonbladeren zijn korter dan de kelk. De stamper heeft drie stijlen.
De vrucht is een doosvrucht, die met kleppen openspringt. De zwarte, gladde zaden hebben een mierenbroodje.

## Voorkomen
De soort komt voor in bossen, onder struikgewas en op andere zandige, wat droge, matig voedselarme grond. Hij is in Nederland algemeen in Zuid-Limburg, in het oosten en midden van het land, in het rivierengebied en in de Hollandse en Zeeuwse duinen. Daarbuiten zeldzaam. In België is de plant vrij algemeen maar zeldzaam in de polders

## Gelijkenis
Drienerfmuur lijkt veel op vogelmuur (Stellaria media), maar deze heeft zeer diep ingesneden kroonbladen, waardoor het lijkt of er tien kroonbladen zijn.